# نواه رود
نواه رود هو لاعب هوكي الجليد سويسري، ولد في 7 يونيو 1996 في لا شو دو فون في سويسرا.

## وصلات خارجية
- نواه رود على موقع دوري الهوكي الوطني (الإنجليزية)
- نواه رود على موقع EliteProspects.com (الإنجليزية)
- نواه رود على موقع Eurohockey.com (الإنجليزية)
- نواه رود على موقع HockeyDB.com (الإنجليزية)